# سي كاي (مغني)
سي كاي واسمه الحقيقي تشوكوكا إكوياني (16 يوليو 1995 في كادونا) هو مغني وكاتب أغاني ومنتج أغاني نيجيري اشتهر بأغنيته أحب نوانتيتي ("Love Nwantiti") التي حققت نجاحا كبيرا بأكثر من 100 مليون مشاهدة على يوتيوب.

## مسرته الفنية
ولد تشوكوكا إكوياني في مدينة كادونا، لكن أصوله تعود إلى شعب الإيغبو ولا سيما ولاية أنمبرة في جنوب شرق نيجيريا. بدأ إكوياني الموسيقى في سن السابعة، حيث تعرف على فن الموسيقى من قبل والده الذي كان في ذلك الوقت رئيس الجوقة في الكنيسة. بدأ بعدها إكوياني إنتاج وكتابة الموسيقى في سن الثالثة عشر بالتوازي مع دراسته حيث أكمل تعليمه الثانوي في «كلية زماني كادونا» قبل الشروع في الحصول على درجة البكالوريوس في «جامعة لاغوس».
في عام 2019، أصدر سي كاي ألبومه القصير «سي كاي الأول» ("CKay the First") لتحقق أغنية أحب نوانتيتي رقمًا قياسيًا رئيسيًا في نيجيريا. في 14 فبراير 2020، أصدر سي كاي ريميكس للأغنية بعنوان «أحب نوانتيتي (آه آه آه)» ("Love Nwantiti (Ah Ah Ah)") بشراكة مع المغنيان جويبوي وكوامي يوجين.
في عام 2021، انتشر مقطع الأغنية على تيك توك محققا نجاحًا عالميًا، في كل من أوروبا وإفريقيا وأستراليا ونيوزيلندا، وحل في المركز 23 في المملكة المتحدة، وأول دخول له في الترتيب الأسبوعي للأغاني في الولايات المتحدة بيلبورد هوت 100.
سجل بعدها سي كاي ريمكس للأغنية على شكل فديو كليب رفقة الرابر المغربي الغراند طوطو انتشر المقطع سريعا في بلدان المغرب العربي وألمانيا، مما دفع المغني إلى تسجيل مقاطع ريمكس أخرى مع مغنيين في مختلف دول العالم من ضمنهم (الرابر الفرنسي فرانغليش، ريمكس مع المغني الألماني مع فريزو بشراكة مع المغنيان جويبوي وكوامي يوجين، ريمكس إسباني مع المغني دو لا غيتو، ريمكس شرق أفريقي مع المغني رايفاني وريمكس جنوب أفريقي مع المغنيان تشيغو وجيمني ماجور).
في 28 يوليو 2021، تلقى أول درع له على يوتيوب بعد وصول قناته إلى 100 ألف مشترك. في 8 أكتوبر 2021، أصبح سي كاي أول فنان أفريقي يصل إلى 20 مليون مستمع في سبوتيفاي، مع أكثر من 21 مليون مستمع شهريًا على صفحته.

## جوائز وترشيحات
| سنة  | المهرجان                   | الجائزة                  | اسم العمل                               | النتيجة     |
| ---- | -------------------------- | ------------------------ | --------------------------------------- | ----------- |
| 2018 | جوائز سيتي بيبول الترفيهية | أفضل عمل جديد لهذا العام | سي كاي                                  | رُشِّح         |
| 2020 | جوائز سيتي بيبول الترفيهية | أفضل تعاون للعام         | أحب نوانتيتي"(مع جويبوي وKuami Eugene)" | رُشِّح         |
| 2021 | أفريما                     | أفضل فنان أفريقي واعد    | سي كاي "فلوني"                          | في الانتظار |
| 2021 | جوائز موبو                 | أفضل موسيقى أفريقي       | سي كاي                                  | في الانتظار |